# Divadelní adaptace
V divadelní adaptaci je materiál z jiného uměleckého média, jako je román nebo film, přepsán podle potřeb a požadavků divadla a přeměněn na hru nebo muzikál.

## Divadelní adaptace
Divadelní adaptace (nebo dramatizace) se týká zejména vyprávění obsahu příběhu, který se více nebo méně zachovává. Diskurzivní struktura však podléhá radikální přeměně, ke které dochází především v důsledku přechodu do zcela odlišného výpovědního mechanismu. Například román lze adaptovat pro divadlo, film, rozhlas nebo televizi. V průběhu této semiotické operace se román přenáší do dialogů často odlišných od dialogů originálu, ale především do scénických akcí, které využívají všechny materiály divadelní realizace (gesta, obrazy, hudbu atd.)
Označuje také dramaturgickou práci v textu, který se má inscenovat. Dovoleny jsou jakékoli textové manipulace: škrty, reorganizace příběhu, stylistické „zjemňování“, redukce počtu postav nebo dějišť, dramatická koncentrace na několik silných okamžiků, dopisování i cizí texty, montáž a koláž cizorodých prvků, úprava závěru nebo fabulace ve vztahu k režijní koncepci.
Na rozdíl od překladu nebo aktualizace divadelních her má adaptace povolenou mimořádnou svobodu a směle modifikuje smysl původního díla. Dokonce mu může dát zcela opačný význam.
Adaptovat znamená úplně přepsat text, který se považuje pouze za materiál. Taková divadelní praxe přispěla k uvědomění si důležitosti dramaturga při přípravě představení. Režiséři musí učinit umělecká rozhodnutí o tom, co zahrnout a co vyloučit ze zdrojového materiálu. Výrazný vliv na tato rozhodnutí mají původní média, například při adaptaci z románu na divadelní inscenaci je třeba z praktických časových důvodů mnohé vypustit. Tato rozhodnutí jsou vždy kontroverzní a srovnání mezi originálem a adaptací je nevyhnutelné. Dokonalá a definitivní adaptace děl minulosti neexistuje.

## Příklady
Fantom opery byl původně román Gastona Lerouxe napsaný jako seriál z let 1909 až 1910. Jde o nejdelší představení v historii Broadwaye.
Muzikál Cats byl založen na knize Old Possum's Book of Practical Cats (1939) od T.S. Eliota.
Les Misérables byl původně historický román z roku 1862 od Victora Huga.
Muzikál South Pacific vznikl adaptací děje knihy Jamese A. Michenera Tales of the South Pacific z roku 1947,(„Příběhy z jižního Pacifiku") týmem Rodgers a Hammerstein.
Muzikál Chicago z roku 1975 byl adaptován podle hry z roku 1926 reportérky Maurine Dallas Watkins, která pro vytvoření příběhu použila své zkušenosti se skutečnými zločinci.
Muzikál Oklahoma! vznikl adaptací divadelní hry Green Grow the Lilacs od skladatele Lynn Riggs z roku 1931.
Lví král byl původně animovaný film od Disney z roku 1994 a jeho divadelní adaptace se stala nejúspěšnějším muzikálem v historii.